# Storena braccata
Storena braccata là một loài nhện trong họ Zodariidae.
Loài này thuộc chi Storena. Storena braccata được Ludwig Carl Christian Koch miêu tả năm 1865.